# 相見志郎
相見 志郎（あいみ しろう、1918年6月1日 - 2014年6月26日）は、日本の経済学者。同志社大学経済学部名誉教授。夫人は作家の相見とし子（1925 - 2005年）。プロ写真家であった長男、相見明は1981年にアメリカで不慮の事故死。

## 略歴
- 1918年6月 - 京都府竹野郡間人村（現・京丹後市）で誕生
- 1935年3月 - 福岡県中学修猷館繰上げ卒業
- 1938年3月 - 旧制福岡高等学校卒業
- 1938年4月 - 九州帝国大学法文学部法科に入学 のち経済科に編入
- 1941年6月 - 九州帝国大学法文学部経済科繰上げ卒業
- 1947年5月 - 同志社大学予科嘱託講師
- 1948年3月 - 同志社大学経済学部助教授
- 1952年5月 - 同志社大学経済学部教授
- 1960年3月 - 「イギリス初期重商主義経済理論研究」で博士（経済学博士、同志社大学）
- 1966年4月 - 同志社大学経済学部長（ - 1968年3月）
- 1987年3月 - 同志社大学名誉教授
- 2014年6月26日午後10時15分 - 腎不全のため兵庫県川西市の高齢者福祉施設で死去[1]。96歳没。

## 著書
- 教材経済学史 - ミネルヴァ書房
- イギリス重商主義経済理論序説 - ミネルヴァ書房

## 論文
- 1949年4月 - 重商主義についての一考察 経済学論叢第1巻第1号 同志社大学
- 1949年9月 - アダム・スミスと経済人 経済学論叢第1巻第2号 同志社大学
- 1952年6月 - ジョサィア・チャイルドの経済理論について 経済学論叢第3巻第5号 同志社大学
- 1964年3月 - 重商主義についての一考察 経済学論叢第13巻第3〜5号 同志社大学
- 1967年3月 - 国富論における若干の問題点 経済学論叢第16巻第5号 同志社大学
- 1974年7月 - アダム・スミスの生産的労働論について 経済学論叢第22巻第2〜4号 同志社大学
- 1976年6月 - アダム・スミス利潤率低下論について 経済学論叢第24巻第1〜3号 同志社大学
- 1981年3月 - アダム・スミスの分業論の一側面 経済学論叢第29巻第3・4号 同志社大学その他多数

## 作詞活動
- 経ケ岬
- 未練の丹後半島

作詞家もず唱平の目にとまり、作曲家の山上敏が演歌に仕上げた。
相見志郎は島倉千代子の大ファンの一人である。

## 小説
- 憂愁譜 非売品 小説 1940年書き下ろし作品 2010年発刊
作詞家名と作者名はペンネームの桂木行彦となっている。